# 绢毛点地梅
绢毛点地梅（学名：Androsace nortonii）为报春花科点地梅属下的一个种。

## 扩展阅读
維基物種上的相關：绢毛点地梅